# 82 TCN
Năm 82 TCN là một năm trong lịch Julius. 